# Francesco Brunetti
Francesco Brunetti (Campli, 1605 circa – Campli, 1648) è stato uno storico e scrittore italiano.

## Biografia
La biografia del Brunetti non è completamente nota a causa della perdita dei registri parrocchiali e di gran parte delle sue opere.
Persino la data della nascita è incerta. Infatti lo storico Niccola Palma, anche lui camplese, fissò la data al 1610; mentre Francesco Savini, autorevole storico abruzzese, fissò l'evento al 1605.
È certo che il Brunetti studiò legge a Roma e che, rientrato a Campli, ne venne eletto camerlengo nel 1632. 
Nel 1640 il viceré spagnolo duca di Medina Torres lo incaricò di conteggiare i “fuochi” di tutto l'Abruzzo, Ultra e Citra. 
Con questo compito egli visitò tutti i paesi e le città della sua regione. Ebbe accesso ad archivi pubblici, privati ed ecclesiali, raccogliendo tantissimi documenti che costituirono la base del suo lavoro di storico. Al tempo stesso conobbe uomini illustri ed intellettuali dell'epoca come risulta dal suo epistolario e da citazioni del suo nome in alcune opere storiche, come la Historiae Asculane (1673) di Sebastiano Andreantonelli di Ascoli Piceno.
Con il materiale e le informazioni raccolte egli scrisse in latino l'opera storica Sacra ac Profana Aprutii monumenta (1645), composta da quattro libri, giunta sino a noi in forma frammentaria. Nel primo libro, andato completamente perduto, trattò della venuta dei Liburni, un antico popolo marittimo stanziato nelle coste settentrionali dell'Adriatico nel I millennio a.C. Il secondo, rimasto integro, riporta la storia di molti centri dell'Abruzzo costiero con inserimento di alcune biografie come quella del gesuita Bruno Bruni, di San Cetteo e di San Tommaso. Del terzo e quarto libro sono disponibili solo pochi frammenti contenenti notizie su santuari, chiese e conventi.
Le ricerche storiche del Brunetti presentano un carattere di scientificità, poiché egli diede sempre grande importanza ai documenti e alle fonti.
Il Brunetti fu, oltre che storico, letterato e poeta. Diversi sono i manoscritti conservati: sulle lapidi abruzzesi, sui monasteri, sulle famiglie nobili abruzzesi e anche uno contenente poesie.